# Теліжин Степан Степанович
Степан Степанович Теліжин (нар. 10 березня 1945, с. Надіїв, Долинська міська громада, Калуський район, Івано-Франківська область) – художник.

## Життєпис
Народився Степан Теліжин в селі Надієві 10 березня 1945 року. Навчався живопису в художній студії в Долині під керівництвом Івана Гуралевича.
Служив в армії в Москві, де вивчав живопис на вечірньому факультеті художнього інституту ім. В. Сурікова. Після служби в армії деякий час працював художником-оформлювачем підприємств м. Долини.
У 1995 році закінчив Івано-Франківський педагогічний інститут ім. В. Стефаника і працював вчителем малювання та допризовної підготовки учнів.
Перша персональна виставка відбулася в 1984 році в Долині.
Колекції живопису художника були представлені до ознайомлення в Долині, Стрию, Калуші, Моршині, Дрогобичі, Івано-Франківську.
Брав участь в пленерах у Вишкові, Мислівці, Косові та Коломиї.
Більшість робіт виконані мастихіном.
Є членом всеукраїнської асоціації майстрів народної творчості та художніх ремесел.